# Thursday
Thursday är ett amerikanskt post-hardcoreband från Dumont, New Jersey.

## Historia
Thursday grundades 1997 av sångaren Geoff Rickly, gitarristen Tom Keeley, gitarristen Bill Henderson, basisten Tim Payne och trummisen Tucker Rule.

## Diskografi
Studioalbum
- 1999 – Waiting (Eyeball Records)
- 2001 – Full Collapse (Victory Records)
- 2003 – War All the Time (Island Records)
- 2006 – A City By the Light Devided (Island Records)
- 2009 – Common Existence (Epitaph Records)
- 2011 – No Devolución (Epitaph Records)

EP
- 1999 – 1999 Summer Tour EP
- 2002 – Five Stories Falling
- 2003 – Live from the SoHo & Santa Monica Stores
- 2003 – Live in Detroit
- 2008 – Thursday / Envy

Singlar (topp 100 på Billboard Hot Rock Tracks)
- 2003 – "Signals Over the Air" (#30)

Samlingsalbum
- 2007 – Kill the Houselights (Victory Records)